# Народы Таиланда

Этнологическая карта Таиланда по состоянию на 1974 г.

Таиланд — многонациональное государство, которое населяет множество этнических групп. Основная нация страны — тайцы, однако на её территории проживает множество горных племен, проживающих главным образом в северных, гористых районах. Этнические тайцы составляют приблизительно 80 % населения.
Население страны относительно однородно, более 85 % его говорят на тайских языках и объединены общей культурой. Это центральные тайцы (33,7 % населения, включая Бангкок), северо-восточные (34,2 %), северные (18,8 %) и южные (13,3 %).
Тайские народы
- лао (исанцы, северо-восточные тайцы)
- коратские тайцы
- кхун
- юан (жители королевства Ланна, северные тайцы)
- лао-га
- лао-кранг
- лао-лом
- лао-лум
- лао-нгаю
- лао-сонг
- лао-ти
- лао-ианг
- лы
- ньо
- ньонг
- пхутай
- пхуан
- сэк
- тай-буанг
- тай-дэнг (красные таи)
- тайцы дам (черные таи)
- тай-гапонг
- кхалонцы
- тай-ванг
- тайцы
- йой
- дайцы
- шаны

Малайско-полинезийские народы
- тямы
- малайцы (яви, тайские малайцы, паттанийские малайцы, келантанцы, сатунцы)
- морские цыгане (урак-лавой, мокен)

Мон-кхмерские народы
- вьеты
- кхмеры
- моны
- Горные кхмеры:
  - бру
  - пеар
  - кенсиу
  - кинтаки
  - негритосы (мани, семанги)
  - ньякхур
  - ньяю
  - со

Кхмуйская группа
- кхму
- луа
- млабри
- пхай
- прай
- мал

Группа народов палаунг-ва
- буланы
- ламет
- лава
- мок
- палаунг
- ва

Тибето-бирманские народы
- акха
- бирманцы
- бису
- карены (черные карены, пхрае пво, пхо, сго)
- красные карены
- лаху
- лису
- и
- мпи
- пхуной
- угонг

Китайская группа
- китайцы/ханьцы (кантонцы, хакка, фуцзяньцы, чаочжоу)

Группа мяо-яо
- мяо
- яо

Прочие
- индийцы
- японцы
- корейцы
- фаранги
- португальцы
- персы